# Liste der Stolpersteine in Ketsch

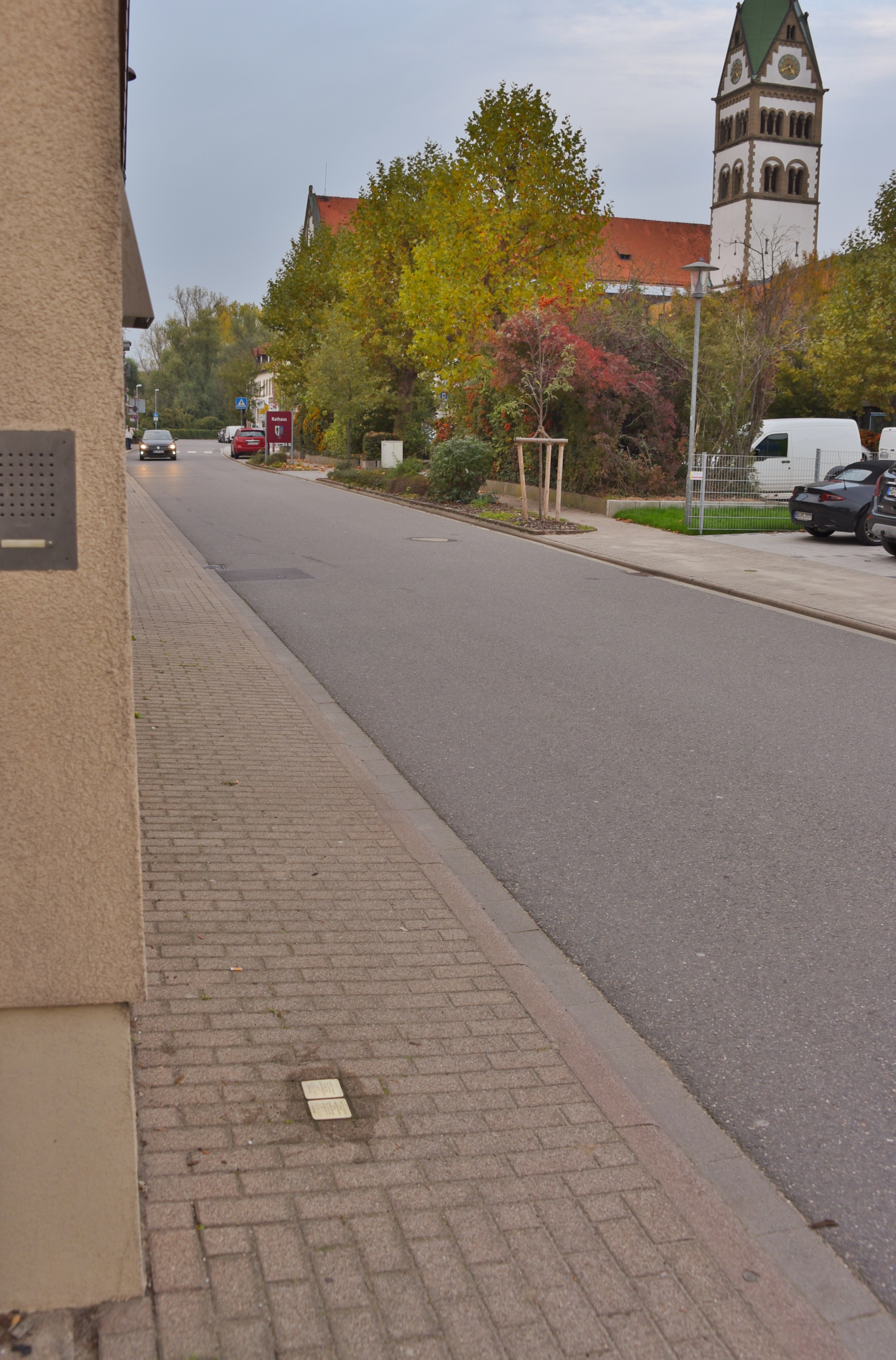
Stolpersteine in Ketsch

Die Liste der Stolpersteine in Ketsch enthält die Stolpersteine, die vom Kölner Künstler Gunter Demnig in Ketsch, einer Gemeinde im Rhein-Neckar-Kreis, verlegt wurden. Stolpersteine erinnern an das Schicksal der Menschen, die von den Nationalsozialisten ermordet, deportiert, vertrieben oder in den Suizid getrieben wurden. Sie liegen im Regelfall vor dem letzten selbst gewählten Wohnsitz des Opfers.
Die erste Verlegung in Ketsch erfolgte am 24. Oktober 2016 und eine zweite Verlegung am 21. Oktober 2022.

## Juden in Ketsch
Die kleinen jüdische Gemeinde von Ketsch entstand in der ersten Hälfte des 18. Jahrhunderts, unter speyrischer Herrschaft. Erwähnt werden Juden in Ketsch erstmals 1727. Um 1750 gab es einen ersten Betsaal, doch ist dessen Standort nicht mehr bekannt. Auch Juden aus Schwetzingen besuchten den Betsaal von Ketsch und als die Zahl der Juden um 1800 abnahm, gingen die Ketscher Juden nach Schwetzingen zum Gottesdienst. Mitte der 1820er Jahre entstand eine autonome israelitische Kultusgemeinde, zu der auch die Juden von Brühl zählten. Zwei Juden in Ketsch forderten nachdrücklich eine eigene Synagoge. Ein um 1775 erbautes Haus in der Hockenheimer Straße, Besitz eines jüdischen Gemeindemitglieds, wurde für sakrale Zwecke umgewidmet. Ab 1827 zählte die örtliche Gemeinde zum Rabbinatsbezirk Heidelberg. 1853 erreichte die jüdische Gemeinde von Ketsch mit 44 Personen ihren Höchststand. Über einen eigenen Lehrer verfügte die Gemeinde nur kurzzeitig. Die Verstorbenen wurden auf den Friedhöfen von Bruchsal oder Wiesloch bestattet, nach 1893 in Schwetzingen.
Bereits vor der Machtergreifung der Nationalsozialisten in Deutschland nahm die Zahl der in Ketsch wohnenden Juden stetig ab. Bis 1932 bestand die Ziegelei von Gustav Kaufmann. Es gab  Anfang der 1930er Jahre noch drei von Juden geführte Läden: ein Manufakturwarengeschäft, eine Lebensmittelhandlung und ein Textilgeschäft. 1933 lebten nur noch 13 Juden in der Gemeinde. 1935 beschloss der Ortsrat den Zuzug jüdischer Familien nach Ketsch zu unterbinden. 1937 löste sich die jüdische Gemeinde auf. Bis 1938 konnte eine Familie nach Südafrika, eine andere in die USA emigrieren. Im Rahmen der Novemberpogrome 1938 wurde der Betraum verwüstet und „ausgeräumt’“, zwei Anwesen, die sich in jüdischem Besitz befanden, wurden zerstört. Mit der Verhaftung von Artur Metzger und dessen Deportation nach Dachau, wo er ermordet wurde, konnte der Bürgermeister nach Mannheim vermelden: „Die Gemeinde Ketsch ist somit judenfrei.“
Laut Gedenkbuch des Bundesarchivs sind 13 in Ketsch geborene jüdische Bürger dem Holocaust zum Opfer gefallen. Die frühere Synagoge wurde bis in die 1990er Jahre als Wohnhaus genutzt und dann abgerissen.

## Liste der Stolpersteine
Die Tabelle ist teilweise sortierbar; die Grundsortierung erfolgt alphabetisch nach dem Familiennamen.
| Stolperstein                                              | Inschrift | Verlegeort               | Name, Leben |
| --------------------------------------------------------- | --- | ------------------------ | --- |
|                                                           | HIER WOHNTE KARL KEMPTNER JG. 1898 IM WIDERSTAND / SPD VERHAFTET 28.3.1944 'WEHRKRAFTZERSETZUNG' GEFÄNGNIS DARMSTADT TODESURTEIL 5.9.1944 HINGERICHTET 27.10.1944 FRANKFURT PREUNGESHEIM | Hebelstraße 50 ·         | Karl Kemptner wurde am 22. August 1898 geboren. Bei der Firma Goldschmitt AG in Mannheim erlernte er das Schlosserhandwerk. Ab 1915 diente er im Ersten Weltkrieg, erhielt mehrere Auszeichnungen, wurde aber auch verwundet. Er kehrte als Pazifist zurück und arbeitete für verschiedene Firmen in Mannheim. 1921 heiratete er Anna, geborene Östringer. Das Paar hatte zumindest einen Sohn, Herbert. Kemptner spielte Handball, war Mitglied des örtlichen Arbeiter-Turn- und Sportvereins und des Arbeiter-Sängerbundes. Er wurde Gewerkschaftsmitglied, arbeitet an 1927 bei Schütte-Lanz Mannheim und dann bei Hart & Hertel in Schwetzingen. Er wurde Betriebsrat und schließlich Betriebsratsvorsitzender. Von 1937 bis 1942 arbeitete er als Mechaniker bei der Firma Heinrich Lanz AG in Mannheim und zuletzt von April 1942 bis Ende März 1944 als Maschinist im Grosskraftwerk Mannheim. Ab 1927 war Kemptner Mitglied der Sozialdemokratischen Partei, ab 1932 gehörte er dem Bürgerausschuss der Gemeinde an. Eine Wahl zum Gemeinderat misslang. Im Juni 1932 war er in einer Saalschlacht im Gasthaus Adler beteiligt, bei der es zu schweren Zusammenstößen zwischen Kommunisten, Reichsbannerleuten und Nationalsozialisten kam. Von 1931 bis 1933 war Karl Kemptner der letzte Vorsitzende der Ketscher SPD, darüber hinaus war er auch Führer der Eisernen Front in der Gemeinde. Sein Bekenntnis zur Reichstagswahl 1933 lautete: „Wer Hitler wählt, wählt den Krieg!“. Ende Januar 1944 besuchte er die Ehefrau eines Bekannten und wollte mit ihr eine Kohlenlieferung besprechen. Das Gespräch wurde politisch. Karl Kemptner sprach beispielsweise von der Gerechtigkeit des Bolschewismus' und dass dieser siegen müsse. Auch über den Führer äußerte er sich: „Hitler habe den Krieg vorbereitet […], er habe schon am Anfange darauf hingearbeitet, nach dem Tode Hindenburgs alle Macht an sich zu reißen.“ „Die Auflösung der Parteien habe nicht dem Volkswillen entsprochen. Deutschland könne heute noch vor dem Untergang gerettet werden, wenn es kapituliere.“ Eine Lehrerin belauschte erst das Gespräch und beteiligte sich dann daran. Sie meldete seine Aussagen. Kemptner wurde in einer Sitzung des 2. Senats des Volksgerichtshofs im Schwurgerichtssaal des Landgerichts Darmstadt „wegen Vorbereitung des marxistischen Hochverrats“, Feindbegünstigung und Wehrkraftzersetzung am 5. September 1944 „zum Tode und zum dauernden Ehrverlust“ verurteilt. Er wurde am 27. Oktober 1944 um 15.12 Uhr in Frankfurt-Preungesheim mit dem Fallbeil hingerichtet. Eine Gedenktafel an Kemptners Haus in der Hebelstraße in Ketsch sollte gemäß seinem letzten Willen an ihn als aktiven Gegner des Naziregimes und „Kämpfer für Friede, Freiheit und Sozialismus“ erinnern. Seine Verurteilung wurde später aufgehoben und seine Hinrichtung als Folge des NS-Unrechts anerkannt. Sein Name findet sich auch in der am 16. September 1994 eröffneten neu gestalteten Gedenkstätte in der Justizvollzugsanstalt Frankfurt-Preungesheim. Sein Sohn Herbert Kemptner diente als Soldat in der Wehrmacht. Er wurde Mitglied der SPD und war viele Jahre im Gemeinderat, 1988 wurde er zum Ehrenbürger der Stadt ernannt. |
|                                                           | HIER WOHNTE ARTUR METZGER JG. 1899 IM WIDERSTAND / KPD 'SCHUTZHAFT' 1933 GEFÄNGNIS MANNHEIM KISLAU 'SCHUTZHAFT' NOV. 1938 DACHAU ERMORDET 9.1.1939                                       | Hockenheimer Straße 16 · | Artur Metzger wurde am 28. Februar 1899 in Ketsch geboren. Seine Eltern waren Louis Metzger und Netty, geborene Rhein. Er hatte mindestens drei Geschwister: Erna (geboren 1900), Siegmund (geboren 1903) und Thekla (geboren 1908). Er engagierte sich in der KPD. 1933 wurde er verhaftet, ihm wurde vorgeworfen ein Führer der kommunistischen Partei in Ketsch zu sein. Inhaftiert war er zuerst im Schlossgefängnis von Mannheim, dann im Konzentrationslager Kislau. Nach 10 Monaten wurde er wieder frei gelassen. Während der Novemberpogrome 1938 wurde er wieder verhaftet, aus rassischen Gründen. Er wurde ins Konzentrationslager Dachau deportiert. Am 9. Januar 1939 wurde Artur Metzger dort ermordet. Auch seine drei Geschwister Erna, Siegmund und Thekla wurden in der Shoah ermordet. |
|                                                           | HIER WOHNTE THEKLA METZGER JG. 1908 UNFREIWILLIG VERZOGEN 1936 GIESSEN DEPORTIERT 1942 SCHICKSAL UNBEKANNT                                                                               | Hockenheimer Straße 16 · | Thekla Metzger wurde am 23. Mai 1908 in Ketsch geboren. Sie war die Tochter von Louis Metzger und Netty, geborene Rhein. Sie hatte mindestens drei Geschwister: Artur (geboren 1899), Erna (geboren 1900) und Siegmund (geboren 1903). Sie lebte bis 1936 in Ketsch und zog dann nach Gießen. Sie heiratete Siegfried Rosenthal, der aus Mainzlar stammte und zog zu ihm und seiner Familie nach Mainzlar. Mit ihr und ihrem Mann wohnte dort auch die Schwiegermutter Lina Rosenthal und ihr Schwager Martin Rosenthal. Am 14. September 1942 wurden Thekla Rosenthal zusammen mit ihrem Mann und den restlichen 14 jüdischen Bewohnern Mainzlars nach Gießen in die Goetheschule verbracht. Am 30. September 1942 wurde sie zusammen mit ihrem Mann, Schwiegermutter und Schwager von Darmstadt in ein Vernichtungslager nach Osten deportiert, vermutlich nach Treblinka. Thekla Rosenthal und ihr Ehemann haben die Shoah nicht überlebt. Auch in Mainzlar wurde ein Stolperstein für sie verlegt. Ihre drei Geschwister Erna, Siegmund und Artur wurden in der Shoah ermordet, ebenso wie ihre Schwiegermutter und ihr Schwager Martin. |
| stumbling stone for Henriette Kaufmann in Ketsch, Germany | HIER WOHNTE HENRIETTE KAUFMANN GEB. BUCHHEIMER JG. 1879 OPFER DES POGROMS MISSHANDELT DEPORTIERT 1940 GURS ERMORDET                                                                      | Schwetzinger Straße 16 · | Henriette Kaufmann |
| stumbling stone for Manfred Kaufmann in Ketsch, Germany   | HIER WOHNTE MANFRED KAUFMANN JG. 1878 OPFER DES POGROMS MISSHANDELT HAUS ARISIERT DEPORTIERT 1940 GURS ERMORDET                                                                          | Schwetzinger Straße 16 · | Manfred Kaufmann |
| stumbling stone for Anton Spies in Ketsch, Germany        | HIER WOHNTE PFARRVIKAR ANTON SPIES JG. 1909 VERHAFTET 28.2.1941 DACHAU ERMORDET 19.4.1945                                                                                                | Schwetzinger Straße 1 ·  | Anton Spies wurde am 24. November 1909 in der Altgemeinde Heckfeld, einem heutigen Stadtteil von Lauda-Königshofen, als Sohn eines Landwirts geboren. Er starb am 19. April 1945, drei Tage vor der KZ-Befreiung durch die Amerikaner, an Flecktyphus. |

## Verlegung

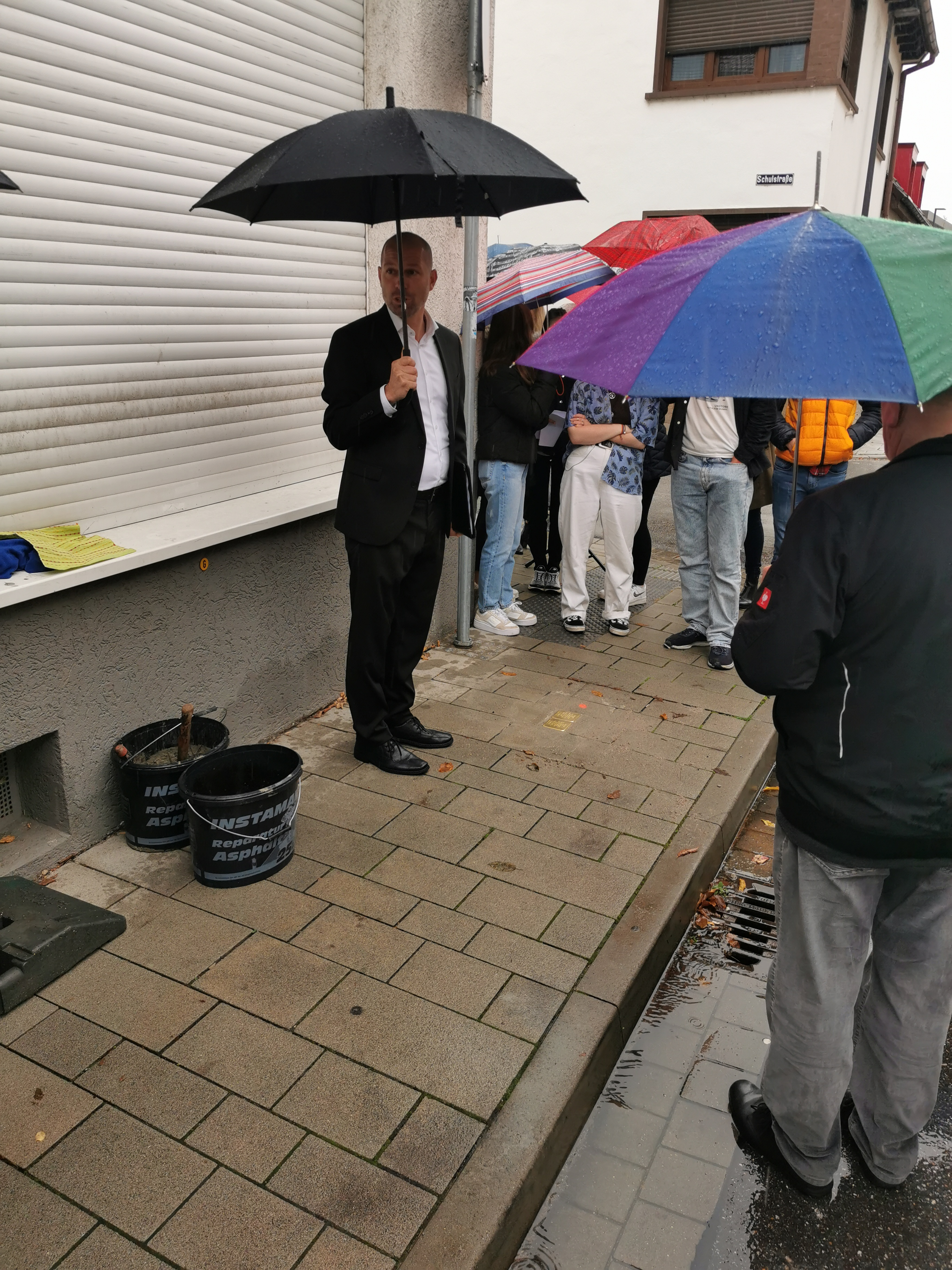
Der Ketscher Bürgermeister Timo Wangler sprach am 21. Oktober 2022 Gedenkworte bei einer Stolpersteinverlegung für Manfred und Henriette Kaufmann

Die Stolpersteine in Ketsch wurden von Gunter Demnig persönlich am 24. Oktober 2016 verlegt. Am 21. Oktober 2022 verlegte die Gemeinde drei weitere Stolpersteine an zwei Standorten (Schwetzinger Straße 1 für Anton Spies und Schwetzinger Straße 16 für Manfred und Henriette Kaufmann).